# منتخب بنغلاديش لكرة الطائرة للرجال
منتخب بنغلاديش لكرة الطائرة للرجال (بالبنغالية: বাংলাদেশ জাতীয় পুরুষ ভলিবল দল)‏ هو ممثل بنغلاديش الرسمي في المنافسات الدولية في كرة طائرة في فئة كرة الطائرة للرجال
.